# 金燕子 (1968年電影)
《金燕子》（英語：Golden Swallow）是由張徹执导的电影，由王羽、郑佩佩等領銜主演的香港電影。该影片发生于《大醉俠》之后，该电影主要讲述银鹏与韩涛以及他们相爱的金燕子身边发生的故事。。

## 劇情簡介
末日，金燕子遇到了豪侠韩涛，二人很快就因为想法一样，而渐渐地爱上了彼此。
与此同时，江湖忽然传出一个喜欢以暴制暴的侠客，后经过金燕子推测，她觉得能做出这种事情一定是自己的同门银鹏，因为其幼年被山贼灭门，而只有他活了下来，所以他对邪恶非常的痛恨。
并且此人深爱自己的同门金燕子，即使身边有很多的女性对其倾心，可是他却依旧不为所动。
而后，韩涛和金燕子终于遇到了银鹏，并且韩涛和银鹏确定通过决斗的方式来决定谁最后能和金燕子相爱。
然而与此同时，之前被银鹏惹怒的王雄决定渔翁得利。
但是最后他却没成功，最后还死于和韩涛决斗的银鹏之手。
而银鹏最后也在和韩涛的决斗中受了伤，临死前将金龍會的余党稀疏剿灭。
随后，脱险的韩涛决定一个人离开……

## 演员表
- 鄭佩佩 飾 謝如燕
- 王羽 飾 蕭鵬
- 罗烈 飾 韓滔
- 趙心妍 飾 媚娘
- 楊志卿 飾 王雄
- 午馬 飾 胡震
- 谷峰 飾 張順
- 姜大衞 飾 妓院職員
- 王光裕 飾 林千
- 金童 飾 方英
- 藍偉烈 飾 盛勇弟弟
- 井淼 飾 曹天龍
- 賀賓 飾 龍門三虎之一
- 劉家良 飾 龍門三虎之一[2]

## 備註
1. ↑  .   [2021-12-17]. （原始内容存档于2021-12-17）.
2. ↑  .   [2021-12-17]. （原始内容存档于2021-12-17）.

## 相關連結
- 豆瓣链接 （页面存档备份，存于）
- 互联网电影数据库（IMDb）上《金燕子》的资料（英文）
- 香港影庫上《金燕子》的資料（繁體中文）